# 一蚊鸡保镖
《一蚊雞保鑣》是2002年上映的香港電影。黃子華、鄺文偉導演，黃子華、郭羨妮主演。這是黃子華出道以來第一部執導的電影，但票房慘淡收場，約港幣20萬元。這電影並不是黃子華票房最低的電影，1993年他親自編劇及領銜主演的《人生得意衰盡歡》，票房更低見港幣5.1萬元。

## 剧情
生于屯门、长于屯门的帮帮（黄子华饰）因為暈車，無法離開屯門而不务正业，寄居在已婚姐姐（苑琼丹饰）家中，不时想出各种不切实际的“发达”计划，过着游手好闲的生活，直到遇上了脸上长了三颗痣而无人追求的士碌架（郭羡妮饰）（士碌架由嬷嬷养大，弟弟欠人贵利债，生活艰苦。），并对其产生好感，他的生活才开始发生转变，而士碌架也因帮帮长相似其亡父而对帮帮有好感。一次偶然的机会下帮帮撞破一个色魔的恶行，大叫救命救了受害少女，令色魔不能得逞，于是帮帮认定在屯门这个犯罪的温床，收十元八块陪夜归少女回家也会成为一门收入可观的生意。士碌架暗暗帮忙在黑暗处惊叫，令人人自危。帮帮的生意越来越好，还请了三个“手下”，可不巧的是竟然在误打误撞下捉住了肆虐的色魔，这门稳赚的生意又告失败。此时士碌架嗜赌的弟弟欠下巨额高利贷，士碌架为救弟答应当AV女優还债，被带离屯门。帮帮为了救士碌架不惜牺牲，踏上他一生中最害怕的旅途……

## 演员
| 演员           | 角色              | 备注       |
| 黃子華         | 幫幫              |            |
| 郭羨妮         | 阿玲/士碌架       |            |
| 陳子軒         | 木村              |            |
| 鄭道駿         | 亞龍              |            |
| 木星（黃健民） | 家明              |            |
| 許紹雄         | 阿發              | 幫幫姐夫   |
| 苑瓊丹         |                   | 幫幫之姊   |
| 羅蘭           | 嫲嫲              | 阿玲之祖母 |
| 陳自瑤         | 陳米雪 (Michelle) |            |
| 李力持         | 陳生              |            |
| 繆非臨         | 陳太              |            |
| 黃秋生         | 馬騮拳師傅        | 阿龍之父   |
| 鄒凱光         | 阿弟              | 阿玲之弟   |
| 陳國坤         | 收數佬            |            |
| 袁偉豪         | 收數佬            |            |
| 劉以達         | 色魔              |            |
| 蔣怡           | 問路路人          |            |

## 訴訟
2001年6月24日，《一蚊雞保鑣》在西環海傍拍攝一幕小巴飛車墜海場面，誰料試車時弄假成真，小巴連同一名特技人葉建國跌墮海中。在場戒備之蛙人立即展開拯救，惟墜海特技人因困在水底時間太長，獲救送院性命垂危。意外發生時，導演黃子華並不在場，現場一切策劃及部署，由著名特技指導羅禮賢負責。葉建國獲救時已陷入昏迷，由救護車送往瑪麗醫院搶救，在深切治療病房留醫，情況危殆。2005年5月12日，戲中負責飛車的特技人葉建國，指電影公司作為車的佔用者及僱主，卻疏忽沒有做足安全措施，令他墜海後未能及時找到氧氣樽致昏迷水底，至今患有創傷性後遺症，於是入稟向電影公司索償600萬元。5月13日，香港高等法院暂委法官陈江耀裁定电影公司败诉，指其疏忽导致氧气筒未有绑好而移位，更未顾及特技人可能改变逃生路线的情况，判公司须就遇溺及讼费负责；至于赔偿额则另行展开审讯。
黃子華在《娛樂圈血肉史2》當中﹐也有談及這次意外。

## 外部連結
- 開眼電影網上《一蚊鸡保镖》的資料（繁體中文）
- 香港影庫上《一蚊鸡保镖》的資料（繁體中文）
- 时光网上《一蚊鸡保镖》的資料（简体中文）
- 豆瓣电影上《一蚊鸡保镖》的資料 （简体中文）
- 互联网电影数据库（IMDb）上《一蚊鸡保镖》的资料（英文）